# Richzenhain
Richzenhain ist ein Dorf im Landkreis Mittelsachsen, das heute zwischen den Städten Hartha und Waldheim aufgeteilt ist und Ortsteile derselben bildet.

## Geografie und Verkehrsanbindung
Der Ort liegt südöstlich von Hartha und westlich von Waldheim. Nördlich und östlich vom Ort fließt der Richzenhainer Bach, ein linker Zufluss der Zschopau, die weiter östlich fließt. Durch den Ort verlaufen die Staatsstraße S36, die in Hartha-Kreuz auf die B 175 führt, und die in den 1990er Jahren angelegte Ortsumgehungsstraße für Hartha und Waldheim. Der Ort liegt an der ehemaligen Bahnstrecke Waldheim–Rochlitz.

## Geschichte
Richzenhain, 1282 erstmals genannt, wurde als einreihiges Waldhufendorf angelegt. Es gehörte bis zur Mitte des 19. Jahrhunderts zum Amt Rochlitz, danach zum Gerichtsamt Hartha und seit 1875 zur Amtshauptmannschaft, danach zum Kreis bzw. Landkreis Döbeln, mit dem es 2008 zum Landkreis Mittelsachsen kam. 1905 wurde der westliche Teil des Dorfs nach Hartha und der östliche nach Waldheim eingemeindet.
In Richzenhain (Waldheimer Anteil) bestand seit 1898 eine Brauerei, die 1996 die Produktion einstellte. Seit 2001 werden die Gebäude saniert und dienen als Veranstaltungsort. Seit 2018 wird in kleinerem Umfang wieder Bier gebraut.

## Nachweise
1. ↑  Richzenhain im Historischen Ortsverzeichnis von Sachsen
2. ↑  Geschichte Brauerei Richzenhain. Stadt Waldheim, archiviert vom Original am 20. September 2017; abgerufen am 20. September 2017.  Info: Der Archivlink wurde automatisch eingesetzt und noch nicht geprüft. Bitte prüfe Original- und Archivlink gemäß Anleitung und entferne dann diesen Hinweis.
3. ↑  Geschichte. Alte Brauerei Richzenhain, abgerufen am 20. September 2017.